# Rudolph Maté
Rudolph Maté (Krakau, 21 januari 1898 – Beverly Hills, 27 oktober 1964) was een Oostenrijks-Hongaarse regisseur en cameraman van Joodse komaf.

## Levensloop
Rudolph Maté werd in 1898 in Krakau geboren als Rudolf Mayer. Na zijn studie aan de universiteit van Boedapest kwam hij in de Hongaarse filmindustrie terecht. Hij werkte er als camera-assistent voor Alexander Korda. Later was hij werkzaam in heel Europa. Zijn grote doorbraak kwam er in Frankrijk, toen hij proefopnamen maakte voor de Deense regisseur Carl Theodor Dreyer. Dreyer was zozeer onder de indruk van zijn werk dat hij met hem als cameraman aanwierf voor zijn dramafilm La Passion de Jeanne d'Arc (1928). Hij werkte ook voor belangrijke Europese regisseurs als Fritz Lang en René Clair. Vanaf de jaren '30 ging hij als cameraman in Hollywood aan de slag. Hij werd in zijn carrière vijf keer genomineerd voor een Oscar. In 1947 begon hij ook zelf films te regisseren. Hij draaide onder meer D.O.A. (1950), No Sad Songs for Me (1950), When Worlds Collide (1951) en The 300 Spartans (1962).
Maté stierf in 1964 op 66-jarige leeftijd aan een hartinfarct.

## Filmografie

### Als regisseur
- 1947: It Had to Be You
- 1948: The Dark Past
- 1950: No Sad Songs for Me
- 1950: D.O.A.
- 1950: Union Station
- 1950: Branded
- 1951: The Prince Who Was a Thief
- 1951: When Worlds Collide
- 1952: The Green Glove
- 1952: Sally and Saint Anne
- 1952: Paula
- 1953: The Mississippi Gambler
- 1953: Second Chance
- 1953: Forbidden
- 1954: The Black Shield of Falworth
- 1954: Siege at Red River
- 1955: The Violent Men
- 1955: The Far Horizons
- 1955: The Rawhide Years
- 1956: Miracle in the Rain
- 1956: Port Afrique
- 1957: Three Violent People
- 1958: The Deep Six
- 1959: For the First Time
- 1960: Revak the Rebel
- 1962: The 300 Spartans
- 1962: Il dominatore dei 7 mari
- 1963: Aliki My Love

### Als cameraman
- 1919: Kutató Sámuel
- 1920: Alpentragödie
- 1920: Das Gänsemädchen
- 1921: Lucifer
- 1921: Der geistliche Tod
- 1922: Parema - Das Wesen aus der Sternenwelt
- 1922: Eine mystische Straßenreklame
- 1923: Dunkle Gassen
- 1923: Das verlorene Ich
- 1923: Der Kaufmann von Venedig
- 1924: Mikaël
- 1925: Pietro, der Korsar
- 1927: Unter Ausschluß der Öffentlichkeit
- 1927: Die Hochstaplerin
- 1927: Infantrist Wamperls dreijähriges Pech
- 1928: La Passion de Jeanne d'Arc
- 1928: Franz Schubert und seine Zeit
- 1928: Die Bauernprinzessin
- 1928: Der Lohn der guten Tat
- 1930: Prix de beauté
- 1931: Le Monsieur de minuit
- 1932: Vampyr
- 1932: Monsieur Albert
- 1932: La Couturière de Luneville
- 1932: Lily Christine
- 1932: Insult
- 1932: Aren't We All?
- 1933: The Merry Monarch
- 1933: Die Abenteuer des Königs Pausole
- 1933: Une femme au volant
- 1933: Dans les rues
- 1933: Paprika
- 1934: Le Dernier Milliardaire
- 1934: Liliom
- 1934: Nada más que una mujer
- 1935: Dante's Inferno
- 1935: Dressed to Thrill
- 1935: Metropolitan
- 1935: Navy Wife
- 1935: Professional Soldier
- 1936: Charlie Chan's Secret
- 1936: Dodsworth
- 1936: A Message to Garcia
- 1936: Our Relations
- 1936: Come and Get It
- 1937: Outcast
- 1937: Stella Dallas
- 1938: The Adventures of Marco Polo
- 1938: Blockade
- 1938: Youth Takes a Fling
- 1938: Trade Winds
- 1939: Love Affair
- 1939: The Real Glory
- 1940: My Favorite Wife
- 1940: Foreign Correspondent
- 1940: The Westerner
- 1940: Seven Sinners
- 1941: That Hamilton Woman
- 1941: The Flame of New Orleans
- 1941: It Started with Eve
- 1942: To Be or Not to Be
- 1942: The Pride of the Yankees
- 1943: They Got Me Covered
- 1943: Sahara
- 1944: Address Unknown
- 1944: Cover Girl
- 1945: Tonight and Every Night
- 1945: Over 21
- 1946: Gilda
- 1947: Down to Earth
- 1947: It Had to Be You
- 1947: The Lady from Shanghai